# Sia (Sängerin)/Auszeichnungen für Musikverkäufe

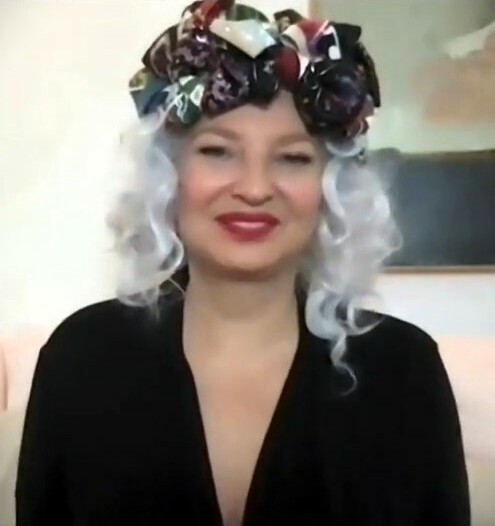
Sia (2021)

Dies ist eine Übersicht über die Auszeichnungen für Musikverkäufe der australischen Sängerin Sia. Die Auszeichnungen finden sich nach ihrer Art (Gold, Platin usw.), nach Staaten getrennt in chronologischer Reihenfolge, geordnet sowie nach den Tonträgern selbst, ebenfalls in chronologischer Reihenfolge, getrennt nach Medium (Alben, Singles usw.), wieder.

## Auszeichnungen
| - Vereinigtes Königreich - 2018: für die Single Big Girls Cry - 2018: für die Autorenbeteiligung Pretty Hurts (Beyoncé) - 2020: für das Lied Wolves - 2020: für die Single Helium - 2020: für die Single Bird Set Free - 2020: für die Single Guts Over Fear - 2021: für die Single Genius - 2022: für das Album Everyday Is Christmas - 2022: für die Autorenbeteiligung Radioactive (Rita Ora) - 2025: für das Lied Beautiful Pain - Australien - 2011: für das Album Some People Have Real Problems - 2011: für das Album We Are Born - 2013: für die Autorenbeteiligung Radioactive (Rita Ora) - 2016: für das Album This Is Acting - 2017: für die Single Never Give Up - 2017: für die Single Waterfall - 2024: für das Lied Beautiful Pain - Belgien - 2012: für die Single She Wolf (Falling to Pieces) - 2017: für die Single Elastic Heart - 2017: für die Single Bang My Head - 2017: für die Autorenbeteiligung Chained to the Rhythm (Katy Perry) - 2018: für die Single Flames - 2020: für die Single Unstoppable - 2021: für die Single Let’s Love - 2024: für die Single Gimme Love - Brasilien - 2024: für die Single She Wolf (Falling to Pieces) - 2024: für die Single Salted Wound - 2024: für das Lied Wolves - 2024: für die Autorenbeteiligung Sledgehammer (Rihanna) - 2024: für die Single Helium - 2024: für die Autorenbeteiligung Try Everything (Shakira) - Dänemark - 2012: für die Single Wild Ones - 2013: für das Streaming Let Me Love You (Ne-Yo) - 2013: für die Single She Wolf (Falling to Pieces) - 2014: für das Streaming We Are One (Ole Ola) - 2016: für die Single Bang My Head - 2016: für die Single Breathe Me - 2019: für die Autorenbeteiligung Crying in the Club (Camila Cabello) - 2019: für die Single Big Girls Cry - 2019: für die Single Move Your Body - 2021: für die Single Alive - 2022: für die Single Helium - 2022: für die Single Thunderclouds - 2023: für die Autorenbeteiligung Try Everything (Shakira) - 2024: für das Lied Wolves - Deutschland - 2012: für die Single Wild Ones - 2013: für die Single She Wolf (Falling to Pieces) - 2014: für die Autorenbeteiligung We Are One (Ole Ola) (Pitbull) - 2017: für die Single Bang My Head - 2017: für die Autorenbeteiligung Crying in the Club (Camila Cabello) - 2019: für die Autorenbeteiligung Flashlight (Jessie J) - 2023: für das Album 1000 Forms of Fear - 2023: für die Single Move Your Body - 2023: für die Single Thunderclouds - 2023: für die Autorenbeteiligung Diamonds (Josef Salvat) - Finnland - 2012: für die Single Titanium - Frankreich - 2012: für die Single Titanium - 2013: für die Single She Wolf (Falling to Pieces) - 2015: für die Single Elastic Heart - 2017: für die Single Move Your Body - 2020: für die Single Genius - 2022: für das Album Everyday Is Christmas - 2022: für die Single Titans - 2022: für die Single Santa’s Coming for Us - 2023: für die Single Dynamite - 2024: für das Album Music - 2024: für das Album Labrinth, Sia & Diplo Present… LSD - 2025: für die Single Beautiful People - Griechenland - 2023: für die Autorenbeteiligung Diamonds (Rihanna) - Irland - 2012: für die Single Wild Ones - Italien - 2012: für die Single Wild Ones - 2017: für die Single Move Your Body - 2017: für die Autorenbeteiligung Flashlight (Jessie J) - 2019: für die Single Bird Set Free - 2019: für die Single Helium - 2019: für die Single Genius - 2020: für das Album 1000 Forms of Fear - Japan - 2024: für das Streaming Chandelier - Kanada - 2012: für die Autorenbeteiligung Diamonds (Rihanna) - 2016: für die Autorenbeteiligung Loved Me Back to Life (Céline Dion) - 2018: für die Single Genius - 2020: für die Single No New Friends - 2021: für die Single Together - 2021: für das Album Everyday Is Christmas - 2024: für die Single Fire Meet Gasoline - 2024: für die Single Big Girls Cry - Mexiko - 2014: für die Autorenbeteiligung We Are One (Ole Ola) (Pitbull) - 2019: für die Single Audio - 2018: für die Autorenbeteiligung Crying in the Club (Camila Cabello) - 2021: für das Album Labrinth, Sia & Diplo Present… LSD - 2023: für die Single Cheap Thrills - Neuseeland - 2012: für die Single I Love It - 2012: für die Autorenbeteiligung Let Me Love You (Ne-Yo) - 2013: für die Single She Wolf (Falling to Pieces) - 2015: für die Single Golden - 2015: für die Single Guts Over Fear - 2015: für die Single Big Girls Cry - 2019: für die Single Audio - 2023: für das Album Everyday Is Christmas - 2024: für das Album Labrinth, Sia & Diplo Present… LSD - Norwegen - 2019: für das Album Labrinth, Sia & Diplo Present… LSD - Österreich - 2012: für die Autorenbeteiligung Diamonds (Rihanna) - 2014: für die Single She Wolf (Falling to Pieces) - 2015: für die Single Chandelier - 2017: für die Single The Greatest - 2021: für die Single Together - 2021: für die Single Floating Through Space - 2022: für die Single Genius - 2024: für die Autorenbeteiligung Chained to the Rhythm (Katy Perry) - Peru - 2017: für das Album This Is Acting - Polen - 2019: für die Single Audio - 2020: für die Single No New Friends - 2020: für das Album Labrinth, Sia & Diplo Present… LSD - 2021: für die Single Santa’s Coming for Us - 2022: für die Single Bird Set Free - 2023: für die Single Helium - 2024: für die Single Courage to Change - 2024: für die Single Snowman (Sped-Up) - Portugal - 2019: für die Single The Greatest - 2021: für die Single Del mar - 2022: für die Single Helium - 2022: für die Single Let’s Love - Schweden - 2015: für die Autorenbeteiligung Flashlight (Jessie J) - 2016: für die Single Alive - 2017: für die Single Move Your Body - 2021: für die Autorenbeteiligung Crying in the Club (Camila Cabello) - Schweiz - 2014: für die Autorenbeteiligung We Are One (Ole Ola) (Pitbull) - 2016: für die Single Bang My Head - 2017: für das Album This Is Acting - 2018: für die Single Flames - 2019: für die Single Thunderclouds - Singapur - 2019: für das Album 1000 Forms of Fear - 2021: für das Album Labrinth, Sia & Diplo Present… LSD - Spanien - 2014: für das Streaming Diamonds - 2014: für das Streaming We Are One (Ole Ola) - 2022: für die Single Thunderclouds - 2023: für die Single Genius - 2023: für die Single Wild Ones - 2024: für die Single Move Your Body - 2024: für die Single She Wolf (Falling to Pieces) - 2024: für die Autorenbeteiligung We Are One (Ole Ola) (Pitbull) - 2024: für die Autorenbeteiligung Flashlight (Jessie J) - 2024: für die Autorenbeteiligung Crying in the Club (Camila Cabello) - 2024: für die Single Alive - 2025: für die Single Helium - Südafrika - 2016: für das Album 1000 Forms of Fear - 2016: für das Album This Is Acting - Vereinigte Staaten - 2018: für die Single Bang My Head - 2018: für die Single Thunderclouds - 2019: für die Single Audio - 2020: für die Autorenbeteiligung Quit (Cashmere Cat feat. Ariana Grande) - 2022: für das Lied Beautiful Pain - 2022: für die Single Bird Set Free - 2022: für die Single Big Girls Cry - 2022: für die Single Move Your Body - 2022: für die Autorenbeteiligung We Are One (Ole Ola) (Pitbull) - 2023: für die Single Santa’s Coming for Us - 2023: für das Lied Candy Cane Lane - Vereinigtes Königreich - 2021: für die Single Thunderclouds - 2022: für die Single Move Your Body - 2022: für die Single Santa’s Coming for Us | - Australien - 2015: für das Album 1000 Forms of Fear - 2015: für die Single Big Girls Cry - 2015: für die Single Golden - 2017: für die Single Alive - 2017: für die Autorenbeteiligung Crying in the Club (Camila Cabello) - 2020: für die Single Genius - 2020: für die Single Audio - 2020: für die Single Thunderclouds - 2021: für die Autorenbeteiligung Pretty Hurts (Beyoncé) - 2024: für die Single Guts Over Fear - Belgien - 2013: für die Autorenbeteiligung Diamonds (Rihanna) - 2017: für die Single The Greatest - 2017: für die Single Dusk Till Dawn - Brasilien - 2019: für das Album Labrinth, Sia & Diplo Present… LSD - 2024: für die Single Titanium - 2024: für die Single Guts Over Fear - 2024: für die Autorenbeteiligung Let Me Love You (Ne-Yo) - Dänemark - 2012: für die Single Titanium - 2012: für die Autorenbeteiligung Diamonds (Rihanna) - 2015: für die Single Elastic Heart - 2017: für die Single The Greatest - 2019: für die Single Dusk Till Dawn - 2021: für die Autorenbeteiligung Chained to the Rhythm (Katy Perry) - 2022: für die Single Flames - 2022: für das Album Everyday Is Christmas - 2023: für die Single Snowman - 2023: für die Single Unstoppable - 2023: für die Autorenbeteiligung Flashlight (Jessie J) - 2024: für die Single Santa’s Coming for Us - Deutschland - 2018: für die Single Dusk Till Dawn - 2020: für die Single Flames - 2022: für die Single Unstoppable - 2023: für das Album This Is Acting - 2023: für die Single Elastic Heart - 2023: für die Single Never Give Up - 2023: für die Autorenbeteiligung Chained to the Rhythm (Katy Perry) - 2025: für die Single Snowman - Finnland - 2013: für die Autorenbeteiligung Diamonds (Rihanna) - Frankreich - 2014: für das Album 1000 Forms of Fear - 2017: für die Autorenbeteiligung Chained to the Rhythm (Katy Perry) - 2017: für die Single Never Give Up - 2020: für die Single Audio - 2022: für die Single 1+1 - 2022: für die Single Floating Through Space - 2022: für die Single Let’s Love - 2023: für die Single Courage to Change - Irland - 2016: für die Single Cheap Thrills - Italien - 2014: für die Autorenbeteiligung We Are One (Ole Ola) (Pitbull) - 2018: für die Single Alive - 2019: für die Single Thunderclouds - 2019: für die Autorenbeteiligung Crying in the Club (Camila Cabello) - 2020: für das Album This Is Acting - 2021: für die Single Let’s Love - 2023: für die Single Snowman - 2023: für die Single Del mar - Kanada - 2016: für die Single Alive - 2018: für die Single Flames - 2019: für die Single Thunderclouds - 2019: für die Single Audio - 2022: für die Autorenbeteiligung Pretty Hurts (Beyoncé) - Mexiko - 2015: für die Single Wild Ones - 2020: für die Single Move Your Body - 2020: für die Single Genius - 2020: für die Single Alive - Neuseeland - 2015: für das Lied Beautiful Pain - 2016: für die Single Bang My Head - 2018: für die Autorenbeteiligung Chained to the Rhythm (Katy Perry) - 2019: für die Autorenbeteiligung Crying in the Club (Camila Cabello) - 2020: für die Single Move Your Body - 2021: für die Single Alive - 2021: für die Single Flames - 2022: für die Single Snowman - 2022: für die Single Thunderclouds - 2022: für die Single Genius - 2023: für die Single Unstoppable - 2023: für die Single Breathe Me - 2024: für die Autorenbeteiligung Pretty Hurts (Beyoncé) - Norwegen - 2020: für die Autorenbeteiligung Crying in the Club (Camila Cabello) - Österreich - 2012: für die Single Titanium - 2014: für die Single Wild Ones - 2017: für die Single Cheap Thrills - 2018: für die Single Dusk Till Dawn - 2020: für die Single Flames - 2022: für die Single Thunderclouds - Polen - 2016: für die Single Bang My Head - 2019: für die Single Thunderclouds - 2020: für die Single Genius - 2020: für die Autorenbeteiligung Crying in the Club (Camila Cabello) - 2021: für die Single Let’s Love - 2023: für die Autorenbeteiligung Chained to the Rhythm (Katy Perry) - 2024: für die Single Never Give Up - Portugal - 2018: für die Single Dusk Till Dawn - 2019: für die Single Flames - 2021: für die Single Titanium - 2022: für die Autorenbeteiligung Crying in the Club (Camila Cabello) - 2023: für die Single Snowman - Schweden - 2015: für das Album 1000 Forms of Fear - 2016: für die Single Bang My Head - 2022: für die Autorenbeteiligung Chained to the Rhythm (Katy Perry) - Schweiz - 2013: für die Single Wild Ones - 2013: für die Single She Wolf (Falling to Pieces) - 2014: für die Single Chandelier - 2014: für das Streaming Chandelier - 2017: für die Single The Greatest - 2022: für die Autorenbeteiligung Crying in the Club (Camila Cabello) - 2025: für die Single Let’s Love - Spanien - 2015: für die Single Elastic Heart - 2016: für die Single The Greatest - 2017: für die Autorenbeteiligung Chained to the Rhythm (Katy Perry) - 2023: für die Single Snowman - 2025: für die Single Let’s Love - Vereinigte Staaten - 2013: für die Autorenbeteiligung Let Me Love You (Ne-Yo) - 2018: für die Autorenbeteiligung Crying in the Club (Camila Cabello) - 2021: für das Lied Wolves - 2022: für die Single Genius - 2022: für die Single Guts Over Fear - 2022: für die Single Alive - Vereinigtes Königreich - 2016: für das Album 1000 Forms of Fear - 2017: für das Album This Is Acting - 2017: für die Autorenbeteiligung Chained to the Rhythm (Katy Perry) - 2018: für die Autorenbeteiligung Crying in the Club (Camila Cabello) - 2020: für die Single Bang My Head - 2020: für die Autorenbeteiligung Let Me Love You (Ne-Yo) - 2020: für die Autorenbeteiligung Flashlight (Jessie J) - 2021: für die Single Alive - 2023: für die Single Snowman - 2024: für die Autorenbeteiligung Try Everything (Shakira) - 2025: für die Single She Wolf (Falling to Pieces) - 2025: für die Single Breathe Me - Deutschland - 2023: für die Single The Greatest - 2024: für die Single Chandelier - Mexiko - 2022: für die Single Del mar - Australien - 2012: für die Single She Wolf (Falling to Pieces) - 2012: für die Autorenbeteiligung Let Me Love You (Ne-Yo) - 2016: für die Single The Greatest - 2019: für die Single Flames - Belgien - 2016: für die Single Chandelier - 2016: für die Single Titanium - Dänemark - 2013: für das Streaming She Wolf (Falling to Pieces) - 2014: für das Streaming Chandelier - 2023: für das Album 1000 Forms of Fear - Deutschland - 2025: für die Single Titanium - Frankreich - 2022: für die Single Unstoppable - Italien - 2013: für die Single Titanium - 2013: für die Single She Wolf (Falling to Pieces) - 2016: für die Single Elastic Heart - 2016: für die Single Bang My Head - 2017: für die Autorenbeteiligung Chained to the Rhythm (Katy Perry) - 2018: für die Single Flames - 2024: für die Single Unstoppable - Kanada - 2017: für das Album This Is Acting - 2019: für die Autorenbeteiligung Crying in the Club (Camila Cabello) - Mexiko - 2013: für die Single Titanium - 2020: für das Album This Is Acting - 2021: für die Single Thunderclouds - 2021: für das Album 1000 Forms of Fear - Neuseeland - 2024: für die Autorenbeteiligung Flashlight (Jessie J) - 2025: für das Album 1000 Forms of Fear - Norwegen - 2018: für die Single Flames - 2020: für die Autorenbeteiligung Chained to the Rhythm (Katy Perry) - Polen - 2017: für die Single Alive - 2024: für die Single Move Your Body - Portugal - 2019: für die Single Cheap Thrills - 2023: für die Autorenbeteiligung Diamonds (Rihanna) - Schweiz - 2012: für die Single Titanium - Spanien - 2015: für die Single Bang My Head - 2023: für die Single Dusk Till Dawn - 2023: für die Single Flames - 2024: für die Autorenbeteiligung Diamonds (Rihanna) - 2024: für die Single Unstoppable - Vereinigte Staaten - 2019: für die Autorenbeteiligung Chained to the Rhythm (Katy Perry) - 2020: für die Single Dusk Till Dawn - 2022: für das Album 1000 Forms of Fear - 2022: für das Album This Is Acting - 2024: für die Single Snowman - 2024: für die Autorenbeteiligung Pretty Hurts (Beyoncé) - Vereinigtes Königreich - 2021: für die Single The Greatest - 2021: für die Single Dusk Till Dawn - 2024: für die Single Flames - 2025: für die Single Unstoppable | - Australien - 2015: für die Single Elastic Heart - 2023: für die Autorenbeteiligung Chained to the Rhythm (Katy Perry) - Belgien - 2017: für die Single Cheap Thrills - Brasilien - 2019: für das Album 1000 Forms of Fear - 2019: für das Album This Is Acting - 2021: für die Autorenbeteiligung Crying in the Club (Camila Cabello) - Dänemark - 2012: für das Streaming Titanium - 2013: für das Streaming Wild Ones - 2022: für die Single Chandelier - 2024: für das Album This Is Acting - Frankreich - 2018: für das Album This Is Acting - Italien - 2018: für die Single Dusk Till Dawn - Kanada - 2018: für die Autorenbeteiligung Chained to the Rhythm (Katy Perry) - 2024: für das Album 1000 Forms of Fear - Mexiko - 2020: für die Single Elastic Heart - 2020: für die Single The Greatest - Neuseeland - 2023: für das Album This Is Acting - 2023: für die Single The Greatest - Portugal - 2024: für die Single Unstoppable - Schweiz - 2018: für die Single Dusk Till Dawn - Spanien - 2023: für die Single Del mar - 2023: für die Single Titanium - Vereinigte Staaten - 2023: für die Autorenbeteiligung Try Everything (Shakira) - 2024: für die Single Unstoppable - Vereinigtes Königreich - 2024: für die Single Wild Ones - 2025: für die Single Elastic Heart - Australien - 2016: für die Single Cheap Thrills - 2018: für die Single Dusk Till Dawn - 2021: für die Autorenbeteiligung Flashlight (Jessie J) - Dänemark - 2013: für das Streaming Diamonds - 2022: für die Single Cheap Thrills - Deutschland - 2023: für die Autorenbeteiligung Diamonds (Rihanna) - Italien - 2015: für die Autorenbeteiligung Diamonds (Rihanna) - 2018: für die Single The Greatest - 2012: für die Single Titanium - Kanada - 2018: für die Single The Greatest - 2019: für die Single Dusk Till Dawn - Neuseeland - 2024: für die Single Dusk Till Dawn - 2025: für die Single Elastic Heart - Polen - 2017: für die Single The Greatest - 2021: für die Single Flames - 2024: für die Single Snowman - Schweden - 2015: für die Single Chandelier - 2016: für die Single Cheap Thrills - Schweiz - 2013: für die Autorenbeteiligung Diamonds (Rihanna) - Spanien - 2023: für die Single Chandelier - Vereinigte Staaten - 2024: für die Single The Greatest - Vereinigtes Königreich - 2025: für die Autorenbeteiligung Diamonds (Rihanna) - Mexiko - 2022: für die Single Dusk Till Dawn - Australien - 2012: für die Single Titanium - 2015: für die Single Chandelier - Italien - 2017: für die Single Chandelier - Kanada - 2013: für die Single Wild Ones - Neuseeland - 2024: für die Single Chandelier - 2024: für die Autorenbeteiligung Diamonds (Rihanna) - 2025: für die Single Wild Ones - Norwegen - 2015: für die Single Chandelier - Schweden - 2012: für die Single Wild Ones - 2018: für die Single Dusk Till Dawn - Spanien - 2016: für die Single Cheap Thrills - Vereinigte Staaten - 2018: für die Single Wild Ones - 2022: für die Single Elastic Heart - 2023: für die Single Titanium - Vereinigtes Königreich - 2023: für die Single Cheap Thrills - 2023: für die Single Titanium - 2024: für die Single Chandelier - Australien - 2015: für die Autorenbeteiligung Diamonds (Rihanna) - Neuseeland - 2023: für die Single Cheap Thrills - Schweden - 2014: für die Autorenbeteiligung Diamonds (Rihanna) - Australien - 2013: für die Single Wild Ones - Kanada - 2024: für die Single Elastic Heart - Neuseeland - 2024: für die Single Titanium - Australien - 2024: für die Single I Love It - Vereinigte Staaten - 2024: für die Single Cheap Thrills - Brasilien - 2022: für die Autorenbeteiligung Pretty Hurts (Beyoncé) - 2024: für die Autorenbeteiligung Chained to the Rhythm - Deutschland - 2018: für die Single Cheap Thrills - Frankreich - 2015: für die Single Chandelier - 2017: für die Single The Greatest - 2018: für die Single Dusk Till Dawn - 2018: für die Single Bang My Head - 2020: für die Single Flames - 2021: für die Single Thunderclouds - 2023: für die Single Del mar - 2024: für die Single Snowman - 2024: für die Single Gimme Love - Kanada - 2018: für die Single Cheap Thrills - 2024: für die Single Chandelier - Italien - 2017: für die Single Cheap Thrills - Polen - 2016: für das Album 1000 Forms of Fear - 2018: für das Album This Is Acting - 2019: für die Single Dusk Till Dawn - 2021: für die Autorenbeteiligung Diamonds (Rihanna) - 2024: für die Single Unstoppable - Vereinigte Staaten - 2024: für die Autorenbeteiligung Diamonds (Rihanna) - 2024: für die Single Chandelier - Brasilien - 2020: für die Single Dusk Till Dawn - 2024: für die Autorenbeteiligung Flashlight (Jessie J) - Mexiko - 2023: für die Single Cheap Thrills - 2023: für die Single Chandelier - Polen - 2016: für die Single Cheap Thrills - Brasilien - 2024: für die Autorenbeteiligung Diamonds (Rihanna) |

## Auszeichnungen nach Alben

### Some People Have Real Problems
| Land/Region       | Auszeichnungen für Musikverkäufe (Land/Region, Auszeichnung, Verkäufe) | Verkäufe |
| ----------------- | ---------------------------------------------------------------------- | -------- |
| Australien (ARIA) | Gold                                                                   | 35.000   |
| Insgesamt         | 1× Gold ·                                                              | 35.000   |

### We Are Born
| Land/Region       | Auszeichnungen für Musikverkäufe (Land/Region, Auszeichnung, Verkäufe) | Verkäufe |
| ----------------- | ---------------------------------------------------------------------- | -------- |
| Australien (ARIA) | Gold                                                                   | 35.000   |
| Insgesamt         | 1× Gold ·                                                              | 35.000   |

### 1000 Forms of Fear
| Land/Region                  | Auszeichnungen für Musikverkäufe (Land/Region, Auszeichnung, Verkäufe) | Verkäufe  |
| ---------------------------- | ---------------------------------------------------------------------- | --------- |
| Australien (ARIA)            | Platin                                                                 | 70.000    |
| Brasilien (PMB)              | 3× Platin                                                              | 120.000   |
| Dänemark (IFPI)              | 2× Platin                                                              | 40.000    |
| Deutschland (BVMI)           | Gold                                                                   | 100.000   |
| Frankreich (SNEP)            | Platin                                                                 | 100.000   |
| Italien (FIMI)               | Gold                                                                   | 25.000    |
| Kanada (MC)                  | 3× Platin                                                              | 240.000   |
| Mexiko (AMPROFON)            | 2× Platin                                                              | 120.000   |
| Neuseeland (RMNZ)            | 2× Platin                                                              | 30.000    |
| Polen (ZPAV)                 | Diamant                                                                | 100.000   |
| Schweden (IFPI)              | Platin                                                                 | 40.000    |
| Singapur (RIAS)              | Gold                                                                   | 5.000     |
| Südafrika (RISA)             | Gold                                                                   | 15.000    |
| Vereinigte Staaten (RIAA)    | 2× Platin                                                              | 2.000.000 |
| Vereinigtes Königreich (BPI) | Platin                                                                 | 300.000   |
| Insgesamt                    | 4× Gold · 18× Platin · 1× Diamant ·                                    | 3.305.000 |

### This Is Acting
| Land/Region                  | Auszeichnungen für Musikverkäufe (Land/Region, Auszeichnung, Verkäufe) | Verkäufe  |
| ---------------------------- | ---------------------------------------------------------------------- | --------- |
| Australien (ARIA)            | Gold                                                                   | 35.000    |
| Brasilien (PMB)              | 3× Platin                                                              | 120.000   |
| Dänemark (IFPI)              | 3× Platin                                                              | 60.000    |
| Deutschland (BVMI)           | Platin                                                                 | 200.000   |
| Frankreich (SNEP)            | 3× Platin                                                              | 300.000   |
| Italien (FIMI)               | Platin                                                                 | 50.000    |
| Kanada (MC)                  | 2× Platin                                                              | 169.000   |
| Mexiko (AMPROFON)            | 2× Platin                                                              | 120.000   |
| Neuseeland (RMNZ)            | 3× Platin                                                              | 45.000    |
| Peru (UNIMPRO)               | Gold                                                                   | 3.000     |
| Polen (ZPAV)                 | Diamant                                                                | 100.000   |
| Schweiz (IFPI)               | Gold                                                                   | 10.000    |
| Südafrika (RISA)             | Gold                                                                   | 15.000    |
| Vereinigte Staaten (RIAA)    | 2× Platin                                                              | 2.000.000 |
| Vereinigtes Königreich (BPI) | Platin                                                                 | 300.000   |
| Insgesamt                    | 4× Gold · 21× Platin · 1× Diamant ·                                    | 3.527.000 |

### Labrinth, Sia & Diplo Present… LSD
| Land/Region       | Auszeichnungen für Musikverkäufe (Land/Region, Auszeichnung, Verkäufe) | Verkäufe |
| ----------------- | ---------------------------------------------------------------------- | -------- |
| Brasilien (PMB)   | Platin                                                                 | 40.000   |
| Frankreich (SNEP) | Gold                                                                   | 50.000   |
| Mexiko (AMPROFON) | Gold                                                                   | 30.000   |
| Neuseeland (RMNZ) | Gold                                                                   | 7.500    |
| Norwegen (IFPI)   | Gold                                                                   | 10.000   |
| Polen (ZPAV)      | Gold                                                                   | 10.000   |
| Singapur (RIAS)   | Gold                                                                   | 5.000    |
| Insgesamt         | 6× Gold · 1× Platin ·                                                  | 152.500  |

### Everyday Is Christmas
| Land/Region                  | Auszeichnungen für Musikverkäufe (Land/Region, Auszeichnung, Verkäufe) | Verkäufe |
| ---------------------------- | ---------------------------------------------------------------------- | -------- |
| Dänemark (IFPI)              | Platin                                                                 | 20.000   |
| Frankreich (SNEP)            | Gold                                                                   | 50.000   |
| Kanada (MC)                  | Gold                                                                   | 40.000   |
| Neuseeland (RMNZ)            | Gold                                                                   | 7.500    |
| Vereinigtes Königreich (BPI) | Silber                                                                 | 60.000   |
| Insgesamt                    | 1× Silber · 3× Gold · 1× Platin ·                                      | 177.500  |

### Music
| Land/Region       | Auszeichnungen für Musikverkäufe (Land/Region, Auszeichnung, Verkäufe) | Verkäufe |
| ----------------- | ---------------------------------------------------------------------- | -------- |
| Frankreich (SNEP) | Gold                                                                   | 50.000   |
| Insgesamt         | 1× Gold ·                                                              | 50.000   |

## Auszeichnungen nach Singles

### Breathe Me
| Land/Region                  | Auszeichnungen für Musikverkäufe (Land/Region, Auszeichnung, Verkäufe) | Verkäufe |
| ---------------------------- | ---------------------------------------------------------------------- | -------- |
| Dänemark (IFPI)              | Gold                                                                   | 30.000   |
| Neuseeland (RMNZ)            | Platin                                                                 | 30.000   |
| Vereinigtes Königreich (BPI) | Platin                                                                 | 600.000  |
| Insgesamt                    | 1× Gold · 2× Platin ·                                                  | 660.000  |

### I Love It
| Land/Region       | Auszeichnungen für Musikverkäufe (Land/Region, Auszeichnung, Verkäufe) | Verkäufe |
| ----------------- | ---------------------------------------------------------------------- | -------- |
| Australien (ARIA) | 8× Platin                                                              | 560.000  |
| Neuseeland (RMNZ) | Gold                                                                   | 7.500    |
| Insgesamt         | 1× Gold · 8× Platin ·                                                  | 567.500  |

### Titanium
| Land/Region                  | Auszeichnungen für Musikverkäufe (Land/Region, Auszeichnung, Verkäufe) | Verkäufe   |
| ---------------------------- | ---------------------------------------------------------------------- | ---------- |
| Australien (ARIA)            | 5× Platin                                                              | 350.000    |
| Belgien (BRMA)               | 2× Platin                                                              | 60.000     |
| Brasilien (PMB)              | Platin                                                                 | 60.000     |
| Dänemark (IFPI)              | Platin                                                                 | 30.000     |
| Deutschland (BVMI)           | 2× Platin                                                              | 1.200.000  |
| Finnland (IFPI)              | Gold                                                                   | 6.534      |
| Frankreich (SNEP)            | Gold                                                                   | 169.900    |
| Italien (FIMI)               | 4× Platin                                                              | 120.000    |
| Mexiko (AMPROFON)            | 2× Platin                                                              | 120.000    |
| Neuseeland (RMNZ)            | 7× Platin                                                              | 210.000    |
| Österreich (IFPI)            | Platin                                                                 | 30.000     |
| Portugal (AFP)               | Platin                                                                 | 10.000     |
| Schweiz (IFPI)               | 2× Platin                                                              | 60.000     |
| Spanien (Promusicae)         | 3× Platin                                                              | 180.000    |
| Vereinigte Staaten (RIAA)    | 5× Platin                                                              | 5.000.000  |
| Vereinigtes Königreich (BPI) | 5× Platin                                                              | 3.000.000  |
| Insgesamt                    | 2× Gold · 41× Platin ·                                                 | 10.606.434 |

### Wild Ones
| Land/Region                  | Auszeichnungen für Musikverkäufe (Land/Region, Auszeichnung, Verkäufe) | Verkäufe  |
| ---------------------------- | ---------------------------------------------------------------------- | --------- |
| Australien (ARIA)            | 7× Platin                                                              | 490.000   |
| Dänemark (IFPI)              | Gold                                                                   | 15.000    |
| Deutschland (BVMI)           | Gold                                                                   | 150.000   |
| Frankreich (SNEP)            | Gold                                                                   | 75.000    |
| Irland (IRMA)                | Gold                                                                   | 7.500     |
| Italien (FIMI)               | Gold                                                                   | 15.000    |
| Kanada (MC)                  | 5× Platin                                                              | 400.000   |
| Mexiko (AMPROFON)            | Platin                                                                 | 60.000    |
| Neuseeland (RMNZ)            | 5× Platin                                                              | 150.000   |
| Österreich (IFPI)            | Platin                                                                 | 30.000    |
| Schweden (IFPI)              | 5× Platin                                                              | 200.000   |
| Schweiz (IFPI)               | Platin                                                                 | 30.000    |
| Spanien (Promusicae)         | Gold                                                                   | 30.000    |
| Vereinigte Staaten (RIAA)    | 5× Platin                                                              | 5.000.000 |
| Vereinigtes Königreich (BPI) | 3× Platin                                                              | 1.800.000 |
| Insgesamt                    | 6× Gold · 33× Platin ·                                                 | 8.452.500 |

### She Wolf (Falling to Pieces)
| Land/Region                  | Auszeichnungen für Musikverkäufe (Land/Region, Auszeichnung, Verkäufe) | Verkäufe  |
| ---------------------------- | ---------------------------------------------------------------------- | --------- |
| Australien (ARIA)            | 2× Platin                                                              | 140.000   |
| Belgien (BRMA)               | Gold                                                                   | 15.000    |
| Brasilien (PMB)              | Gold                                                                   | 30.000    |
| Dänemark (IFPI)              | Gold                                                                   | 15.000    |
| Deutschland (BVMI)           | Gold                                                                   | 150.000   |
| Frankreich (SNEP)            | Gold                                                                   | 90.700    |
| Italien (FIMI)               | 2× Platin                                                              | 60.000    |
| Neuseeland (RMNZ)            | Gold                                                                   | 7.500     |
| Österreich (IFPI)            | Gold                                                                   | 15.000    |
| Schweiz (IFPI)               | Platin                                                                 | 30.000    |
| Spanien (Promusicae)         | Gold                                                                   | 30.000    |
| Vereinigtes Königreich (BPI) | Platin                                                                 | 600.000   |
| Insgesamt                    | 8× Gold · 6× Platin ·                                                  | 1.183.200 |

### Elastic Heart
| Land/Region                  | Auszeichnungen für Musikverkäufe (Land/Region, Auszeichnung, Verkäufe) | Verkäufe  |
| ---------------------------- | ---------------------------------------------------------------------- | --------- |
| Australien (ARIA)            | 3× Platin                                                              | 210.000   |
| Belgien (BRMA)               | Gold                                                                   | 15.000    |
| Dänemark (IFPI)              | Platin                                                                 | 60.000    |
| Deutschland (BVMI)           | Platin                                                                 | 300.000   |
| Frankreich (SNEP)            | Gold                                                                   | 75.000    |
| Italien (FIMI)               | 2× Platin                                                              | 100.000   |
| Kanada (MC)                  | 7× Platin                                                              | 560.000   |
| Mexiko (AMPROFON)            | 3× Platin                                                              | 180.000   |
| Neuseeland (RMNZ)            | 4× Platin                                                              | 120.000   |
| Spanien (Promusicae)         | Platin                                                                 | 40.000    |
| Vereinigte Staaten (RIAA)    | 5× Platin                                                              | 5.000.000 |
| Vereinigtes Königreich (BPI) | 3× Platin                                                              | 1.800.000 |
| Insgesamt                    | 2× Gold · 30× Platin ·                                                 | 8.460.000 |

### Chandelier
| Land/Region                  | Auszeichnungen für Musikverkäufe (Land/Region, Auszeichnung, Verkäufe) | Verkäufe   |
| ---------------------------- | ---------------------------------------------------------------------- | ---------- |
| Australien (ARIA)            | 5× Platin                                                              | 350.000    |
| Belgien (BRMA)               | 2× Platin                                                              | 60.000     |
| Dänemark (IFPI)              | 3× Platin                                                              | 270.000    |
| Deutschland (BVMI)           | 3× Gold                                                                | 900.000    |
| Frankreich (SNEP)            | Diamant                                                                | 250.000    |
| Italien (FIMI)               | 5× Platin                                                              | 250.000    |
| Kanada (MC)                  | Diamant                                                                | 800.000    |
| Mexiko (AMPROFON)            | 2× Diamant                                                             | 600.000    |
| Neuseeland (RMNZ)            | 5× Platin                                                              | 150.000    |
| Norwegen (IFPI)              | 5× Platin                                                              | 200.000    |
| Österreich (IFPI)            | Gold                                                                   | 15.000     |
| Schweden (IFPI)              | 4× Platin                                                              | 160.000    |
| Schweiz (IFPI)               | Platin                                                                 | 30.000     |
| Spanien (Promusicae)         | 4× Platin                                                              | 240.000    |
| Vereinigte Staaten (RIAA)    | Diamant                                                                | 10.000.000 |
| Vereinigtes Königreich (BPI) | 5× Platin                                                              | 3.000.000  |
| Insgesamt                    | 2× Gold · 40× Platin · 5× Diamant ·                                    | 17.275.000 |

### Big Girls Cry
| Land/Region                  | Auszeichnungen für Musikverkäufe (Land/Region, Auszeichnung, Verkäufe) | Verkäufe |
| ---------------------------- | ---------------------------------------------------------------------- | -------- |
| Australien (ARIA)            | Platin                                                                 | 70.000   |
| Dänemark (IFPI)              | Gold                                                                   | 45.000   |
| Frankreich (SNEP)            | —                                                                      | 48.200   |
| Kanada (MC)                  | Gold                                                                   | 40.000   |
| Neuseeland (RMNZ)            | Gold                                                                   | 7.500    |
| Vereinigte Staaten (RIAA)    | Gold                                                                   | 500.000  |
| Vereinigtes Königreich (BPI) | Silber                                                                 | 200.000  |
| Insgesamt                    | 1× Silber · 4× Gold · 1× Platin ·                                      | 910.700  |

### Guts Over Fear
| Land/Region                  | Auszeichnungen für Musikverkäufe (Land/Region, Auszeichnung, Verkäufe) | Verkäufe  |
| ---------------------------- | ---------------------------------------------------------------------- | --------- |
| Australien (ARIA)            | Platin                                                                 | 70.000    |
| Brasilien (PMB)              | Platin                                                                 | 60.000    |
| Neuseeland (RMNZ)            | Gold                                                                   | 7.500     |
| Vereinigte Staaten (RIAA)    | Platin                                                                 | 1.000.000 |
| Vereinigtes Königreich (BPI) | Silber                                                                 | 200.000   |
| Insgesamt                    | 1× Silber · 1× Gold · 3× Platin ·                                      | 1.337.500 |

### Salted Wound
| Land/Region     | Auszeichnungen für Musikverkäufe (Land/Region, Auszeichnung, Verkäufe) | Verkäufe |
| --------------- | ---------------------------------------------------------------------- | -------- |
| Brasilien (PMB) | Gold                                                                   | 30.000   |
| Insgesamt       | 1× Gold ·                                                              | 30.000   |

### Fire Meet Gasoline
| Land/Region | Auszeichnungen für Musikverkäufe (Land/Region, Auszeichnung, Verkäufe) | Verkäufe |
| ----------- | ---------------------------------------------------------------------- | -------- |
| Kanada (MC) | Gold                                                                   | 40.000   |
| Insgesamt   | 1× Gold ·                                                              | 40.000   |

### Golden
| Land/Region       | Auszeichnungen für Musikverkäufe (Land/Region, Auszeichnung, Verkäufe) | Verkäufe |
| ----------------- | ---------------------------------------------------------------------- | -------- |
| Australien (ARIA) | Platin                                                                 | 70.000   |
| Neuseeland (RMNZ) | Gold                                                                   | 7.500    |
| Insgesamt         | 1× Gold · 1× Platin ·                                                  | 77.500   |

### Alive
| Land/Region                  | Auszeichnungen für Musikverkäufe (Land/Region, Auszeichnung, Verkäufe) | Verkäufe  |
| ---------------------------- | ---------------------------------------------------------------------- | --------- |
| Australien (ARIA)            | Platin                                                                 | 70.000    |
| Dänemark (IFPI)              | Gold                                                                   | 45.000    |
| Italien (FIMI)               | Platin                                                                 | 50.000    |
| Kanada (MC)                  | Platin                                                                 | 80.000    |
| Mexiko (AMPROFON)            | Platin                                                                 | 60.000    |
| Neuseeland (RMNZ)            | Platin                                                                 | 30.000    |
| Polen (ZPAV)                 | 2× Platin                                                              | 40.000    |
| Schweden (IFPI)              | Gold                                                                   | 20.000    |
| Spanien (Promusicae)         | Gold                                                                   | 30.000    |
| Vereinigte Staaten (RIAA)    | Platin                                                                 | 1.000.000 |
| Vereinigtes Königreich (BPI) | Platin                                                                 | 600.000   |
| Insgesamt                    | 3× Gold · 9× Platin ·                                                  | 2.025.000 |

### Bang My Head
| Land/Region                  | Auszeichnungen für Musikverkäufe (Land/Region, Auszeichnung, Verkäufe) | Verkäufe  |
| ---------------------------- | ---------------------------------------------------------------------- | --------- |
| Belgien (BRMA)               | Gold                                                                   | 15.000    |
| Dänemark (IFPI)              | Gold                                                                   | 30.000    |
| Deutschland (BVMI)           | Gold                                                                   | 200.000   |
| Frankreich (SNEP)            | Diamant                                                                | 233.333   |
| Italien (FIMI)               | 2× Platin                                                              | 100.000   |
| Neuseeland (RMNZ)            | Platin                                                                 | 15.000    |
| Polen (ZPAV)                 | Platin                                                                 | 20.000    |
| Schweden (IFPI)              | Platin                                                                 | 40.000    |
| Schweiz (IFPI)               | Gold                                                                   | 15.000    |
| Spanien (Promusicae)         | 2× Platin                                                              | 80.000    |
| Vereinigte Staaten (RIAA)    | Gold                                                                   | 500.000   |
| Vereinigtes Königreich (BPI) | Platin                                                                 | 600.000   |
| Insgesamt                    | 5× Gold · 8× Platin · 1× Diamant ·                                     | 1.848.333 |

### Bird Set Free
| Land/Region                  | Auszeichnungen für Musikverkäufe (Land/Region, Auszeichnung, Verkäufe) | Verkäufe |
| ---------------------------- | ---------------------------------------------------------------------- | -------- |
| Italien (FIMI)               | Gold                                                                   | 25.000   |
| Polen (ZPAV)                 | Gold                                                                   | 25.000   |
| Vereinigte Staaten (RIAA)    | Gold                                                                   | 500.000  |
| Vereinigtes Königreich (BPI) | Silber                                                                 | 200.000  |
| Insgesamt                    | 1× Silber · 3× Gold ·                                                  | 750.000  |

### Cheap Thrills
| Land/Region                  | Auszeichnungen für Musikverkäufe (Land/Region, Auszeichnung, Verkäufe) | Verkäufe   |
| ---------------------------- | ---------------------------------------------------------------------- | ---------- |
| Australien (ARIA)            | 4× Platin                                                              | 280.000    |
| Belgien (BRMA)               | 3× Platin                                                              | 90.000     |
| Dänemark (IFPI)              | 4× Platin                                                              | 360.000    |
| Deutschland (BVMI)           | Diamant                                                                | 1.000.000  |
| Frankreich (SNEP)            | —                                                                      | 113.200    |
| Irland (IRMA)                | Platin                                                                 | 15.000     |
| Italien (FIMI)               | Diamant                                                                | 500.000    |
| Kanada (MC)                  | Diamant                                                                | 800.000    |
| Mexiko (AMPROFON)            | 2× Diamant · + Gold                                                    | 630.000    |
| Neuseeland (RMNZ)            | 6× Platin                                                              | 180.000    |
| Österreich (IFPI)            | Platin                                                                 | 30.000     |
| Polen (ZPAV)                 | 2× Diamant                                                             | 200.000    |
| Portugal (AFP)               | 2× Platin                                                              | 20.000     |
| Schweden (IFPI)              | 4× Platin                                                              | 160.000    |
| Spanien (Promusicae)         | 5× Platin                                                              | 400.000    |
| Vereinigte Staaten (RIAA)    | 9× Platin                                                              | 9.000.000  |
| Vereinigtes Königreich (BPI) | 5× Platin                                                              | 3.000.000  |
| Insgesamt                    | 1× Gold · 44× Platin · 7× Diamant ·                                    | 16.578.200 |

### Unstoppable
| Land/Region                  | Auszeichnungen für Musikverkäufe (Land/Region, Auszeichnung, Verkäufe) | Verkäufe  |
| ---------------------------- | ---------------------------------------------------------------------- | --------- |
| Belgien (BRMA)               | Gold                                                                   | 20.000    |
| Dänemark (IFPI)              | Platin                                                                 | 90.000    |
| Deutschland (BVMI)           | Platin                                                                 | 400.000   |
| Frankreich (SNEP)            | Diamant                                                                | 333.333   |
| Italien (FIMI)               | 2× Platin                                                              | 200.000   |
| Neuseeland (RMNZ)            | Platin                                                                 | 30.000    |
| Polen (ZPAV)                 | Diamant                                                                | 250.000   |
| Portugal (AFP)               | 3× Platin                                                              | 30.000    |
| Spanien (Promusicae)         | 2× Platin                                                              | 120.000   |
| Vereinigte Staaten (RIAA)    | 3× Platin                                                              | 3.000.000 |
| Vereinigtes Königreich (BPI) | 2× Platin                                                              | 1.200.000 |
| Insgesamt                    | 1× Gold · 15× Platin · 2× Diamant ·                                    | 5.673.333 |

### The Greatest
| Land/Region                  | Auszeichnungen für Musikverkäufe (Land/Region, Auszeichnung, Verkäufe) | Verkäufe  |
| ---------------------------- | ---------------------------------------------------------------------- | --------- |
| Australien (ARIA)            | 2× Platin                                                              | 140.000   |
| Belgien (BRMA)               | Platin                                                                 | 30.000    |
| Dänemark (IFPI)              | Platin                                                                 | 90.000    |
| Deutschland (BVMI)           | 3× Gold                                                                | 600.000   |
| Frankreich (SNEP)            | Diamant                                                                | 233.333   |
| Italien (FIMI)               | 4× Platin                                                              | 200.000   |
| Kanada (MC)                  | 4× Platin                                                              | 320.000   |
| Mexiko (AMPROFON)            | 3× Platin                                                              | 180.000   |
| Neuseeland (RMNZ)            | 3× Platin                                                              | 90.000    |
| Österreich (IFPI)            | Gold                                                                   | 15.000    |
| Polen (ZPAV)                 | 4× Platin                                                              | 80.000    |
| Portugal (AFP)               | Gold                                                                   | 5.000     |
| Schweiz (IFPI)               | Platin                                                                 | 30.000    |
| Spanien (Promusicae)         | Platin                                                                 | 40.000    |
| Vereinigte Staaten (RIAA)    | 4× Platin                                                              | 4.000.000 |
| Vereinigtes Königreich (BPI) | 2× Platin                                                              | 1.500.000 |
| Insgesamt                    | 3× Gold · 31× Platin · 1× Diamant ·                                    | 7.583.333 |

### Move Your Body
| Land/Region                  | Auszeichnungen für Musikverkäufe (Land/Region, Auszeichnung, Verkäufe) | Verkäufe  |
| ---------------------------- | ---------------------------------------------------------------------- | --------- |
| Dänemark (IFPI)              | Gold                                                                   | 45.000    |
| Deutschland (BVMI)           | Gold                                                                   | 200.000   |
| Frankreich (SNEP)            | Gold                                                                   | 75.000    |
| Italien (FIMI)               | Gold                                                                   | 25.000    |
| Mexiko (AMPROFON)            | Platin                                                                 | 60.000    |
| Neuseeland (RMNZ)            | Platin                                                                 | 30.000    |
| Polen (ZPAV)                 | 2× Platin                                                              | 100.000   |
| Schweden (IFPI)              | Gold                                                                   | 20.000    |
| Spanien (Promusicae)         | Gold                                                                   | 30.000    |
| Vereinigte Staaten (RIAA)    | Gold                                                                   | 500.000   |
| Vereinigtes Königreich (BPI) | Gold                                                                   | 400.000   |
| Insgesamt                    | 8× Gold · 4× Platin ·                                                  | 1.485.000 |

### Never Give Up
| Land/Region        | Auszeichnungen für Musikverkäufe (Land/Region, Auszeichnung, Verkäufe) | Verkäufe |
| ------------------ | ---------------------------------------------------------------------- | -------- |
| Australien (ARIA)  | Gold                                                                   | 35.000   |
| Deutschland (BVMI) | Platin                                                                 | 400.000  |
| Frankreich (SNEP)  | Platin                                                                 | 133.333  |
| Polen (ZPAV)       | Platin                                                                 | 50.000   |
| Insgesamt          | 1× Gold · 3× Platin ·                                                  | 618.333  |

### Helium
| Land/Region                  | Auszeichnungen für Musikverkäufe (Land/Region, Auszeichnung, Verkäufe) | Verkäufe |
| ---------------------------- | ---------------------------------------------------------------------- | -------- |
| Brasilien (PMB)              | Gold                                                                   | 30.000   |
| Dänemark (IFPI)              | Gold                                                                   | 45.000   |
| Italien (FIMI)               | Gold                                                                   | 25.000   |
| Polen (ZPAV)                 | Gold                                                                   | 25.000   |
| Portugal (AFP)               | Gold                                                                   | 5.000    |
| Spanien (Promusicae)         | Gold                                                                   | 30.000   |
| Vereinigtes Königreich (BPI) | Silber                                                                 | 207.000  |
| Insgesamt                    | 1× Silber · 6× Gold ·                                                  | 357.000  |

### Santa’s Coming for Us
| Land/Region                  | Auszeichnungen für Musikverkäufe (Land/Region, Auszeichnung, Verkäufe) | Verkäufe  |
| ---------------------------- | ---------------------------------------------------------------------- | --------- |
| Dänemark (IFPI)              | Platin                                                                 | 90.000    |
| Frankreich (SNEP)            | Gold                                                                   | 100.000   |
| Polen (ZPAV)                 | Gold                                                                   | 25.000    |
| Vereinigte Staaten (RIAA)    | Gold                                                                   | 500.000   |
| Vereinigtes Königreich (BPI) | Gold                                                                   | 400.000   |
| Insgesamt                    | 4× Gold · 1× Platin ·                                                  | 1.115.000 |

### Waterfall
| Land/Region       | Auszeichnungen für Musikverkäufe (Land/Region, Auszeichnung, Verkäufe) | Verkäufe |
| ----------------- | ---------------------------------------------------------------------- | -------- |
| Australien (ARIA) | Gold                                                                   | 35.000   |
| Insgesamt         | 1× Gold ·                                                              | 35.000   |

### Dusk Till Dawn
| Land/Region                  | Auszeichnungen für Musikverkäufe (Land/Region, Auszeichnung, Verkäufe) | Verkäufe  |
| ---------------------------- | ---------------------------------------------------------------------- | --------- |
| Australien (ARIA)            | 4× Platin                                                              | 280.000   |
| Belgien (BRMA)               | Platin                                                                 | 30.000    |
| Brasilien (PMB)              | 2× Diamant                                                             | 320.000   |
| Dänemark (IFPI)              | Platin                                                                 | 90.000    |
| Deutschland (BVMI)           | Platin                                                                 | 400.000   |
| Frankreich (SNEP)            | Diamant                                                                | 233.333   |
| Italien (FIMI)               | 3× Platin                                                              | 150.000   |
| Kanada (MC)                  | 4× Platin                                                              | 320.000   |
| Mexiko (AMPROFON)            | 9× Gold                                                                | 270.000   |
| Neuseeland (RMNZ)            | 4× Platin                                                              | 120.000   |
| Österreich (IFPI)            | Platin                                                                 | 30.000    |
| Polen (ZPAV)                 | Diamant                                                                | 100.000   |
| Portugal (AFP)               | Platin                                                                 | 10.000    |
| Schweden (IFPI)              | 5× Platin                                                              | 400.000   |
| Schweiz (IFPI)               | 3× Platin                                                              | 60.000    |
| Spanien (Promusicae)         | 2× Platin                                                              | 120.000   |
| Vereinigte Staaten (RIAA)    | 2× Platin                                                              | 2.000.000 |
| Vereinigtes Königreich (BPI) | 2× Platin                                                              | 1.200.000 |
| Insgesamt                    | 1× Gold · 38× Platin · 4× Diamant ·                                    | 6.133.333 |

### Flames
| Land/Region                  | Auszeichnungen für Musikverkäufe (Land/Region, Auszeichnung, Verkäufe) | Verkäufe  |
| ---------------------------- | ---------------------------------------------------------------------- | --------- |
| Australien (ARIA)            | 2× Platin                                                              | 140.000   |
| Belgien (BRMA)               | Gold                                                                   | 15.000    |
| Dänemark (IFPI)              | Platin                                                                 | 90.000    |
| Deutschland (BVMI)           | Platin                                                                 | 400.000   |
| Frankreich (SNEP)            | Diamant                                                                | 333.333   |
| Italien (FIMI)               | 2× Platin                                                              | 100.000   |
| Kanada (MC)                  | Platin                                                                 | 80.000    |
| Neuseeland (RMNZ)            | Platin                                                                 | 30.000    |
| Norwegen (IFPI)              | 2× Platin                                                              | 120.000   |
| Österreich (IFPI)            | Platin                                                                 | 30.000    |
| Polen (ZPAV)                 | 4× Platin                                                              | 200.000   |
| Portugal (AFP)               | Platin                                                                 | 10.000    |
| Schweiz (IFPI)               | Gold                                                                   | 10.000    |
| Spanien (Promusicae)         | 2× Platin                                                              | 120.000   |
| Vereinigtes Königreich (BPI) | 2× Platin                                                              | 1.200.000 |
| Insgesamt                    | 2× Gold · 20× Platin · 1× Diamant ·                                    | 2.878.333 |

### Genius
| Land/Region                  | Auszeichnungen für Musikverkäufe (Land/Region, Auszeichnung, Verkäufe) | Verkäufe  |
| ---------------------------- | ---------------------------------------------------------------------- | --------- |
| Australien (ARIA)            | Platin                                                                 | 70.000    |
| Frankreich (SNEP)            | Gold                                                                   | 100.000   |
| Italien (FIMI)               | Gold                                                                   | 25.000    |
| Kanada (MC)                  | Gold                                                                   | 40.000    |
| Mexiko (AMPROFON)            | Platin                                                                 | 60.000    |
| Neuseeland (RMNZ)            | Platin                                                                 | 30.000    |
| Österreich (IFPI)            | Gold                                                                   | 15.000    |
| Polen (ZPAV)                 | Platin                                                                 | 20.000    |
| Spanien (Promusicae)         | Gold                                                                   | 30.000    |
| Vereinigte Staaten (RIAA)    | Platin                                                                 | 1.000.000 |
| Vereinigtes Königreich (BPI) | Silber                                                                 | 200.000   |
| Insgesamt                    | 1× Silber · 5× Gold · 5× Platin ·                                      | 1.590.000 |

### Audio
| Land/Region               | Auszeichnungen für Musikverkäufe (Land/Region, Auszeichnung, Verkäufe) | Verkäufe |
| ------------------------- | ---------------------------------------------------------------------- | -------- |
| Australien (ARIA)         | Platin                                                                 | 70.000   |
| Frankreich (SNEP)         | Platin                                                                 | 200.000  |
| Kanada (MC)               | Platin                                                                 | 80.000   |
| Mexiko (AMPROFON)         | Gold                                                                   | 30.000   |
| Neuseeland (RMNZ)         | Gold                                                                   | 15.000   |
| Polen (ZPAV)              | Gold                                                                   | 10.000   |
| Vereinigte Staaten (RIAA) | Gold                                                                   | 500.000  |
| Insgesamt                 | 4× Gold · 3× Platin ·                                                  | 905.000  |

### Thunderclouds
| Land/Region                  | Auszeichnungen für Musikverkäufe (Land/Region, Auszeichnung, Verkäufe) | Verkäufe  |
| ---------------------------- | ---------------------------------------------------------------------- | --------- |
| Australien (ARIA)            | Platin                                                                 | 70.000    |
| Dänemark (IFPI)              | Gold                                                                   | 45.000    |
| Deutschland (BVMI)           | Gold                                                                   | 200.000   |
| Frankreich (SNEP)            | Diamant                                                                | 333.333   |
| Italien (FIMI)               | Platin                                                                 | 50.000    |
| Kanada (MC)                  | Platin                                                                 | 80.000    |
| Mexiko (AMPROFON)            | 2× Platin                                                              | 120.000   |
| Neuseeland (RMNZ)            | Platin                                                                 | 30.000    |
| Österreich (IFPI)            | Platin                                                                 | 30.000    |
| Polen (ZPAV)                 | Platin                                                                 | 20.000    |
| Schweiz (IFPI)               | Gold                                                                   | 10.000    |
| Spanien (Promusicae)         | Gold                                                                   | 30.000    |
| Vereinigte Staaten (RIAA)    | Gold                                                                   | 500.000   |
| Vereinigtes Königreich (BPI) | Gold                                                                   | 400.000   |
| Insgesamt                    | 6× Gold · 8× Platin · 1× Diamant ·                                     | 1.938.333 |

### No New Friends
| Land/Region  | Auszeichnungen für Musikverkäufe (Land/Region, Auszeichnung, Verkäufe) | Verkäufe |
| ------------ | ---------------------------------------------------------------------- | -------- |
| Kanada (MC)  | Gold                                                                   | 40.000   |
| Polen (ZPAV) | Gold                                                                   | 10.000   |
| Insgesamt    | 2× Gold ·                                                              | 50.000   |

### Together
| Land/Region       | Auszeichnungen für Musikverkäufe (Land/Region, Auszeichnung, Verkäufe) | Verkäufe |
| ----------------- | ---------------------------------------------------------------------- | -------- |
| Kanada (MC)       | Gold                                                                   | 40.000   |
| Österreich (IFPI) | Gold                                                                   | 15.000   |
| Insgesamt         | 2× Gold ·                                                              | 55.000   |

### Let’s Love
| Land/Region          | Auszeichnungen für Musikverkäufe (Land/Region, Auszeichnung, Verkäufe) | Verkäufe |
| -------------------- | ---------------------------------------------------------------------- | -------- |
| Belgien (BRMA)       | Gold                                                                   | 20.000   |
| Frankreich (SNEP)    | Platin                                                                 | 200.000  |
| Italien (FIMI)       | Platin                                                                 | 70.000   |
| Polen (ZPAV)         | Platin                                                                 | 50.000   |
| Portugal (AFP)       | Gold                                                                   | 5.000    |
| Schweiz (IFPI)       | Platin                                                                 | 20.000   |
| Spanien (Promusicae) | Platin                                                                 | 60.000   |
| Insgesamt            | 2× Gold · 5× Platin ·                                                  | 425.000  |

### Courage to Change
| Land/Region       | Auszeichnungen für Musikverkäufe (Land/Region, Auszeichnung, Verkäufe) | Verkäufe |
| ----------------- | ---------------------------------------------------------------------- | -------- |
| Frankreich (SNEP) | Platin                                                                 | 200.000  |
| Polen (ZPAV)      | Gold                                                                   | 25.000   |
| Insgesamt         | 1× Gold · 1× Platin ·                                                  | 225.000  |

### Del mar
| Land/Region          | Auszeichnungen für Musikverkäufe (Land/Region, Auszeichnung, Verkäufe) | Verkäufe |
| -------------------- | ---------------------------------------------------------------------- | -------- |
| Frankreich (SNEP)    | Diamant                                                                | 333.333  |
| Italien (FIMI)       | Platin                                                                 | 100.000  |
| Mexiko (AMPROFON)    | 3× Gold                                                                | 90.000   |
| Portugal (AFP)       | Gold                                                                   | 5.000    |
| Spanien (Promusicae) | 3× Platin                                                              | 180.000  |
| Insgesamt            | 2× Gold · 5× Platin · 1× Diamant ·                                     | 708.333  |

### Snowman
| Land/Region                  | Auszeichnungen für Musikverkäufe (Land/Region, Auszeichnung, Verkäufe) | Verkäufe  |
| ---------------------------- | ---------------------------------------------------------------------- | --------- |
| Dänemark (IFPI)              | Platin                                                                 | 90.000    |
| Deutschland (BVMI)           | Platin                                                                 | 600.000   |
| Frankreich (SNEP)            | Diamant                                                                | 333.333   |
| Italien (FIMI)               | Platin                                                                 | 100.000   |
| Neuseeland (RMNZ)            | Platin                                                                 | 30.000    |
| Polen (ZPAV)                 | 4× Platin · + Gold (Sped-Up)                                           | 225.000   |
| Portugal (AFP)               | Platin                                                                 | 10.000    |
| Spanien (Promusicae)         | Platin                                                                 | 60.000    |
| Vereinigte Staaten (RIAA)    | 2× Platin                                                              | 2.000.000 |
| Vereinigtes Königreich (BPI) | Platin                                                                 | 600.000   |
| Insgesamt                    | 1× Gold · 13× Platin · 1× Diamant ·                                    | 4.048.333 |

### Floating Through Space
| Land/Region       | Auszeichnungen für Musikverkäufe (Land/Region, Auszeichnung, Verkäufe) | Verkäufe |
| ----------------- | ---------------------------------------------------------------------- | -------- |
| Frankreich (SNEP) | Platin                                                                 | 200.000  |
| Österreich (IFPI) | Gold                                                                   | 15.000   |
| Insgesamt         | 1× Gold · 1× Platin ·                                                  | 215.000  |

### 1+1
| Land/Region       | Auszeichnungen für Musikverkäufe (Land/Region, Auszeichnung, Verkäufe) | Verkäufe |
| ----------------- | ---------------------------------------------------------------------- | -------- |
| Frankreich (SNEP) | Platin                                                                 | 200.000  |
| Insgesamt         | 1× Platin ·                                                            | 200.000  |

### Dynamite
| Land/Region       | Auszeichnungen für Musikverkäufe (Land/Region, Auszeichnung, Verkäufe) | Verkäufe |
| ----------------- | ---------------------------------------------------------------------- | -------- |
| Frankreich (SNEP) | Gold                                                                   | 100.000  |
| Insgesamt         | 1× Gold ·                                                              | 100.000  |

### Titans
| Land/Region       | Auszeichnungen für Musikverkäufe (Land/Region, Auszeichnung, Verkäufe) | Verkäufe |
| ----------------- | ---------------------------------------------------------------------- | -------- |
| Frankreich (SNEP) | Gold                                                                   | 100.000  |
| Insgesamt         | 1× Gold ·                                                              | 100.000  |

### Gimme Love
| Land/Region       | Auszeichnungen für Musikverkäufe (Land/Region, Auszeichnung, Verkäufe) | Verkäufe |
| ----------------- | ---------------------------------------------------------------------- | -------- |
| Belgien (BRMA)    | Gold                                                                   | 20.000   |
| Frankreich (SNEP) | Diamant                                                                | 333.333  |
| Insgesamt         | 1× Gold · 1× Diamant ·                                                 | 353.333  |

### Beautiful People
| Land/Region       | Auszeichnungen für Musikverkäufe (Land/Region, Auszeichnung, Verkäufe) | Verkäufe |
| ----------------- | ---------------------------------------------------------------------- | -------- |
| Frankreich (SNEP) | Gold                                                                   | 100.000  |
| Insgesamt         | 1× Gold ·                                                              | 100.000  |

## Auszeichnungen nach Liedern

### Beautiful Pain
| Land/Region                  | Auszeichnungen für Musikverkäufe (Land/Region, Auszeichnung, Verkäufe) | Verkäufe |
| ---------------------------- | ---------------------------------------------------------------------- | -------- |
| Australien (ARIA)            | Gold                                                                   | 35.000   |
| Neuseeland (RMNZ)            | Platin                                                                 | 15.000   |
| Vereinigte Staaten (RIAA)    | Gold                                                                   | 500.000  |
| Vereinigtes Königreich (BPI) | Silber                                                                 | 200.000  |
| Insgesamt                    | 1× Silber · 2× Gold · 1× Platin ·                                      | 750.000  |

### Wolves
| Land/Region                  | Auszeichnungen für Musikverkäufe (Land/Region, Auszeichnung, Verkäufe) | Verkäufe  |
| ---------------------------- | ---------------------------------------------------------------------- | --------- |
| Brasilien (PMB)              | Gold                                                                   | 30.000    |
| Dänemark (IFPI)              | Gold                                                                   | 45.000    |
| Vereinigte Staaten (RIAA)    | Platin                                                                 | 1.000.000 |
| Vereinigtes Königreich (BPI) | Silber                                                                 | 200.000   |
| Insgesamt                    | 1× Silber · 2× Gold · 1× Platin ·                                      | 1.275.000 |

### Candy Cane Lane
| Land/Region               | Auszeichnungen für Musikverkäufe (Land/Region, Auszeichnung, Verkäufe) | Verkäufe |
| ------------------------- | ---------------------------------------------------------------------- | -------- |
| Vereinigte Staaten (RIAA) | Gold                                                                   | 500.000  |
| Insgesamt                 | 1× Gold ·                                                              | 500.000  |

## Auszeichnungen nach Autorenbeteiligungen

### Let Me Love You (Ne-Yo)
| Land/Region                  | Auszeichnungen für Musikverkäufe (Land/Region, Auszeichnung, Verkäufe) | Verkäufe  |
| ---------------------------- | ---------------------------------------------------------------------- | --------- |
| Australien (ARIA)            | 2× Platin                                                              | 140.000   |
| Brasilien (PMB)              | Platin                                                                 | 60.000    |
| Neuseeland (RMNZ)            | Gold                                                                   | 7.500     |
| Vereinigte Staaten (RIAA)    | Platin                                                                 | 1.000.000 |
| Vereinigtes Königreich (BPI) | Platin                                                                 | 600.000   |
| Insgesamt                    | 1× Gold · 5× Platin ·                                                  | 1.807.500 |

### Diamonds(Rihanna)
| Land/Region                  | Auszeichnungen für Musikverkäufe (Land/Region, Auszeichnung, Verkäufe) | Verkäufe   |
| ---------------------------- | ---------------------------------------------------------------------- | ---------- |
| Australien (ARIA)            | 6× Platin                                                              | 420.000    |
| Belgien (BRMA)               | Platin                                                                 | 30.000     |
| Brasilien (PMB)              | 6× Diamant                                                             | 1.500.000  |
| Dänemark (IFPI)              | Platin                                                                 | 30.000     |
| Deutschland (BVMI)           | 4× Platin                                                              | 1.200.000  |
| Finnland (IFPI)              | Platin                                                                 | 25.369     |
| Frankreich (SNEP)            | —                                                                      | 310.000    |
| Griechenland (IFPI)          | Gold                                                                   | 10.000     |
| Italien (FIMI)               | 4× Platin                                                              | 120.000    |
| Kanada (MC)                  | Gold                                                                   | 40.000     |
| Neuseeland (RMNZ)            | 5× Platin                                                              | 150.000    |
| Österreich (IFPI)            | Gold                                                                   | 15.000     |
| Polen (ZPAV)                 | Diamant                                                                | 250.000    |
| Portugal (AFP)               | 2× Platin                                                              | 20.000     |
| Schweden (IFPI)              | 6× Platin                                                              | 240.000    |
| Schweiz (IFPI)               | 4× Platin                                                              | 120.000    |
| Spanien (Promusicae)         | 2× Platin                                                              | 120.000    |
| Vereinigte Staaten (RIAA)    | Diamant                                                                | 10.000.000 |
| Vereinigtes Königreich (BPI) | 4× Platin                                                              | 2.400.000  |
| Insgesamt                    | 3× Gold · 40× Platin · 8× Diamant ·                                    | 17.000.369 |

### Radioactive (Rita Ora)
| Land/Region                  | Auszeichnungen für Musikverkäufe (Land/Region, Auszeichnung, Verkäufe) | Verkäufe |
| ---------------------------- | ---------------------------------------------------------------------- | -------- |
| Australien (ARIA)            | Gold                                                                   | 35.000   |
| Vereinigtes Königreich (BPI) | Silber                                                                 | 200.000  |
| Insgesamt                    | 1× Silber · 1× Gold ·                                                  | 235.000  |

### Loved Me Back to Life (Céline Dion)
| Land/Region | Auszeichnungen für Musikverkäufe (Land/Region, Auszeichnung, Verkäufe) | Verkäufe |
| ----------- | ---------------------------------------------------------------------- | -------- |
| Kanada (MC) | Gold                                                                   | 40.000   |
| Insgesamt   | 1× Gold ·                                                              | 40.000   |

### We Are One (Ole Ola)(Pitbull)
| Land/Region               | Auszeichnungen für Musikverkäufe (Land/Region, Auszeichnung, Verkäufe) | Verkäufe |
| ------------------------- | ---------------------------------------------------------------------- | -------- |
| Deutschland (BVMI)        | Gold                                                                   | 150.000  |
| Frankreich (SNEP)         | —                                                                      | 35.000   |
| Italien (FIMI)            | Platin                                                                 | 30.000   |
| Mexiko (AMPROFON)         | Gold                                                                   | 30.000   |
| Schweiz (IFPI)            | Gold                                                                   | 15.000   |
| Spanien (Promusicae)      | Gold                                                                   | 30.000   |
| Vereinigte Staaten (RIAA) | Gold                                                                   | 500.000  |
| Insgesamt                 | 5× Gold · 1× Platin ·                                                  | 790.000  |

### Pretty Hurts (Beyoncé)
| Land/Region                  | Auszeichnungen für Musikverkäufe (Land/Region, Auszeichnung, Verkäufe) | Verkäufe  |
| ---------------------------- | ---------------------------------------------------------------------- | --------- |
| Australien (ARIA)            | Platin                                                                 | 70.000    |
| Brasilien (PMB)              | Diamant                                                                | 250.000   |
| Kanada (MC)                  | Platin                                                                 | 80.000    |
| Neuseeland (RMNZ)            | Platin                                                                 | 30.000    |
| Vereinigte Staaten (RIAA)    | 2× Platin                                                              | 2.000.000 |
| Vereinigtes Königreich (BPI) | Silber                                                                 | 200.000   |
| Insgesamt                    | 1× Silber · 5× Platin · 1× Diamant ·                                   | 2.630.000 |

### Diamonds (Josef Salvat)
| Land/Region        | Auszeichnungen für Musikverkäufe (Land/Region, Auszeichnung, Verkäufe) | Verkäufe |
| ------------------ | ---------------------------------------------------------------------- | -------- |
| Deutschland (BVMI) | Gold                                                                   | 200.000  |
| Insgesamt          | 1× Gold ·                                                              | 200.000  |

### Flashlight (Jessie J)
| Land/Region                  | Auszeichnungen für Musikverkäufe (Land/Region, Auszeichnung, Verkäufe) | Verkäufe  |
| ---------------------------- | ---------------------------------------------------------------------- | --------- |
| Australien (ARIA)            | 4× Platin                                                              | 280.000   |
| Brasilien (PMB)              | 2× Diamant                                                             | 500.000   |
| Dänemark (IFPI)              | Platin                                                                 | 90.000    |
| Deutschland (BVMI)           | Gold                                                                   | 200.000   |
| Italien (FIMI)               | Gold                                                                   | 25.000    |
| Neuseeland (RMNZ)            | 2× Platin                                                              | 60.000    |
| Schweden (IFPI)              | Gold                                                                   | 20.000    |
| Spanien (Promusicae)         | Gold                                                                   | 30.000    |
| Vereinigtes Königreich (BPI) | Platin                                                                 | 600.000   |
| Insgesamt                    | 4× Gold · 8× Platin · 1× Diamant ·                                     | 1.805.000 |

### Try Everything (Shakira)
| Land/Region                  | Auszeichnungen für Musikverkäufe (Land/Region, Auszeichnung, Verkäufe) | Verkäufe  |
| ---------------------------- | ---------------------------------------------------------------------- | --------- |
| Brasilien (PMB)              | Gold                                                                   | 30.000    |
| Dänemark (IFPI)              | Gold                                                                   | 45.000    |
| Vereinigte Staaten (RIAA)    | 3× Platin                                                              | 3.000.000 |
| Vereinigtes Königreich (BPI) | Platin                                                                 | 600.000   |
| Insgesamt                    | 2× Gold · 4× Platin ·                                                  | 3.675.000 |

### Sledgehammer(Rihanna)
| Land/Region     | Auszeichnungen für Musikverkäufe (Land/Region, Auszeichnung, Verkäufe) | Verkäufe |
| --------------- | ---------------------------------------------------------------------- | -------- |
| Brasilien (PMB) | Gold                                                                   | 30.000   |
| Insgesamt       | 1× Gold ·                                                              | 30.000   |

### Chained to the Rhythm(Katy Perry)
| Land/Region                  | Auszeichnungen für Musikverkäufe (Land/Region, Auszeichnung, Verkäufe) | Verkäufe  |
| ---------------------------- | ---------------------------------------------------------------------- | --------- |
| Australien (ARIA)            | 3× Platin                                                              | 210.000   |
| Belgien (BRMA)               | Gold                                                                   | 15.000    |
| Brasilien (PMB)              | Diamant                                                                | 160.000   |
| Dänemark (IFPI)              | Platin                                                                 | 90.000    |
| Deutschland (BVMI)           | Platin                                                                 | 400.000   |
| Frankreich (SNEP)            | Platin                                                                 | 133.333   |
| Italien (FIMI)               | 2× Platin                                                              | 100.000   |
| Kanada (MC)                  | 3× Platin                                                              | 240.000   |
| Neuseeland (RMNZ)            | Platin                                                                 | 30.000    |
| Norwegen (IFPI)              | 2× Platin                                                              | 120.000   |
| Österreich (IFPI)            | Gold                                                                   | 15.000    |
| Polen (ZPAV)                 | Platin                                                                 | 50.000    |
| Schweden (IFPI)              | Platin                                                                 | 80.000    |
| Spanien (Promusicae)         | Platin                                                                 | 40.000    |
| Vereinigte Staaten (RIAA)    | 2× Platin                                                              | 2.000.000 |
| Vereinigtes Königreich (BPI) | Platin                                                                 | 600.000   |
| Insgesamt                    | 2× Gold · 20× Platin · 1× Diamant ·                                    | 4.283.333 |

### Quit (Cashmere Catfeat.Ariana Grande)
| Land/Region               | Auszeichnungen für Musikverkäufe (Land/Region, Auszeichnung, Verkäufe) | Verkäufe |
| ------------------------- | ---------------------------------------------------------------------- | -------- |
| Vereinigte Staaten (RIAA) | Gold                                                                   | 500.000  |
| Insgesamt                 | 1× Gold ·                                                              | 500.000  |

### Crying in the Club (Camila Cabello)
| Land/Region                  | Auszeichnungen für Musikverkäufe (Land/Region, Auszeichnung, Verkäufe) | Verkäufe  |
| ---------------------------- | ---------------------------------------------------------------------- | --------- |
| Australien (ARIA)            | Platin                                                                 | 70.000    |
| Brasilien (PMB)              | 3× Platin                                                              | 120.000   |
| Dänemark (IFPI)              | Gold                                                                   | 45.000    |
| Deutschland (BVMI)           | Gold                                                                   | 200.000   |
| Italien (FIMI)               | Platin                                                                 | 50.000    |
| Kanada (MC)                  | 2× Platin                                                              | 160.000   |
| Mexiko (AMPROFON)            | Gold                                                                   | 30.000    |
| Neuseeland (RMNZ)            | Platin                                                                 | 30.000    |
| Norwegen (IFPI)              | Platin                                                                 | 60.000    |
| Polen (ZPAV)                 | Platin                                                                 | 20.000    |
| Portugal (AFP)               | Platin                                                                 | 10.000    |
| Schweden (IFPI)              | Gold                                                                   | 40.000    |
| Schweiz (IFPI)               | Platin                                                                 | 20.000    |
| Spanien (Promusicae)         | Gold                                                                   | 30.000    |
| Vereinigte Staaten (RIAA)    | Platin                                                                 | 1.000.000 |
| Vereinigtes Königreich (BPI) | Platin                                                                 | 845.000   |
| Insgesamt                    | 5× Gold · 14× Platin ·                                                 | 2.730.000 |

## Auszeichnungen nach Musikstreamings

### Titanium
| Land/Region     | Auszeichnungen für Musikverkäufe (Land/Region, Auszeichnung, Verkäufe) | Verkäufe  |
| --------------- | ---------------------------------------------------------------------- | --------- |
| Dänemark (IFPI) | 3× Platin                                                              | 2.700.000 |
| Insgesamt       | 3× Platin ·                                                            | 2.700.000 |

### Wild Ones
| Land/Region     | Auszeichnungen für Musikverkäufe (Land/Region, Auszeichnung, Verkäufe) | Verkäufe  |
| --------------- | ---------------------------------------------------------------------- | --------- |
| Dänemark (IFPI) | 3× Platin                                                              | 5.400.000 |
| Insgesamt       | 3× Platin ·                                                            | 5.400.000 |

### Let Me Love You
| Land/Region     | Auszeichnungen für Musikverkäufe (Land/Region, Auszeichnung, Verkäufe) | Verkäufe |
| --------------- | ---------------------------------------------------------------------- | -------- |
| Dänemark (IFPI) | Gold                                                                   | 900.000  |
| Insgesamt       | 1× Gold ·                                                              | 900.000  |

### She Wolf (Falling to Pieces)
| Land/Region     | Auszeichnungen für Musikverkäufe (Land/Region, Auszeichnung, Verkäufe) | Verkäufe  |
| --------------- | ---------------------------------------------------------------------- | --------- |
| Dänemark (IFPI) | 2× Platin                                                              | 3.600.000 |
| Insgesamt       | 2× Platin ·                                                            | 3.600.000 |

### Diamonds
| Land/Region          | Auszeichnungen für Musikverkäufe (Land/Region, Auszeichnung, Verkäufe) | Verkäufe   |
| -------------------- | ---------------------------------------------------------------------- | ---------- |
| Dänemark (IFPI)      | 4× Platin                                                              | 7.200.000  |
| Spanien (Promusicae) | Gold                                                                   | 4.000.000  |
| Insgesamt            | 1× Gold · 4× Platin ·                                                  | 11.200.000 |

### Chandelier
| Land/Region          | Auszeichnungen für Musikverkäufe (Land/Region, Auszeichnung, Verkäufe) | Verkäufe   |
| -------------------- | ---------------------------------------------------------------------- | ---------- |
| Dänemark (IFPI)      | 2× Platin                                                              | 5.200.000  |
| Japan (RIAJ)         | Gold                                                                   | 50.000.000 |
| Spanien (Promusicae) | Platin                                                                 | 8.000.000  |
| Insgesamt            | 1× Gold · 3× Platin ·                                                  | 59.200.000 |

### We Are One (Ole Ola)
| Land/Region          | Auszeichnungen für Musikverkäufe (Land/Region, Auszeichnung, Verkäufe) | Verkäufe  |
| -------------------- | ---------------------------------------------------------------------- | --------- |
| Dänemark (IFPI)      | Gold                                                                   | 1.300.000 |
| Spanien (Promusicae) | Gold                                                                   | 4.000.000 |
| Insgesamt            | 2× Gold ·                                                              | 5.300.000 |

## Statistik und Quellen
| Land/RegionAuszeichnungen für Musikverkäufe (Land/Region, Auszeichnungen, Verkäufe, Quellen) | Silber       | Gold         | Platin         | Diamant       | Verkäufe   | Quellen                           |
| -------------------------------------------------------------------------------------------- | ------------ | ------------ | -------------- | ------------- | ---------- | --------------------------------- |
| Australien (ARIA)                                                                            | —            | 7× Gold7     | 67× Platin67   | —             | 4.935.000  | aria.com.au                       |
| Belgien (BRMA)                                                                               | —            | 8× Gold8     | 10× Platin10   | —             | 435.000    | ultratop.be                       |
| Brasilien (PMB)                                                                              | —            | 6× Gold6     | 13× Platin13   | 12× Diamant12 | 3.480.000  | pro-musicabr.org.br               |
| Dänemark (IFPI)                                                                              | —            | 14× Gold14   | 39× Platin39   | —             | 2.030.000  | ifpi.dk                           |
| Deutschland (BVMI)                                                                           | —            | 12× Gold12   | 16× Platin16   | Diamant1      | 9.750.000  | musikindustrie.de                 |
| Finnland (IFPI)                                                                              | —            | Gold1        | Platin1        | —             | 31.903     | ifpi.fi                           |
| Frankreich (SNEP)                                                                            | —            | 12× Gold12   | 11× Platin11   | 10× Diamant10 | 6.183.663  | infodisc.fr snepmusique.com       |
| Griechenland (IFPI)                                                                          | —            | Gold1        | —              | —             | 10.000     | Einzelnachweise                   |
| Irland (IRMA)                                                                                | —            | Gold1        | Platin1        | —             | 22.500     | Einzelnachweise                   |
| Italien (FIMI)                                                                               | —            | 7× Gold7     | 40× Platin40   | Diamant1      | 2.665.000  | fimi.it                           |
| Japan (RIAJ)                                                                                 | —            | Gold1        | —              | —             | —          | riaj.or.jp                        |
| Kanada (MC)                                                                                  | —            | 8× Gold8     | 35× Platin35   | 3× Diamant3   | 4.729.000  | musiccanada.com                   |
| Mexiko (AMPROFON)                                                                            | —            | 7× Gold7     | 23× Platin23   | 4× Diamant4   | 2.790.000  | amprofon.com.mx                   |
| Neuseeland (RMNZ)                                                                            | —            | 9× Gold9     | 59× Platin59   | —             | 1.740.000  | aotearoamusiccharts.co.nz NZ2 NZ3 |
| Norwegen (IFPI)                                                                              | —            | Gold1        | 10× Platin10   | —             | 510.000    | ifpi.no                           |
| Österreich (IFPI)                                                                            | —            | 8× Gold8     | 6× Platin6     | —             | 300.000    | ifpi.at                           |
| Peru (UNIMPRO)                                                                               | —            | Gold1        | —              | —             | 3.000      | Einzelnachweise                   |
| Polen (ZPAV)                                                                                 | —            | 8× Gold8     | 23× Platin23   | 7× Diamant7   | 2.005.000  | olis.pl                           |
| Portugal (AFP)                                                                               | —            | 4× Gold4     | 12× Platin12   | —             | 140.000    | Einzelnachweise                   |
| Schweden (IFPI)                                                                              | —            | 4× Gold4     | 27× Platin27   | —             | 1.420.000  | sverigetopplistan.se              |
| Schweiz (IFPI)                                                                               | —            | 5× Gold5     | 15× Platin15   | —             | 460.000    | hitparade.ch                      |
| Singapur (RIAS)                                                                              | —            | 2× Gold2     | —              | —             | 10.000     | rias.org.sg                       |
| Spanien (Promusicae)                                                                         | —            | 12× Gold12   | 31× Platin31   | —             | 1.900.000  | elportaldemusica.es               |
| Südafrika (RISA)                                                                             | —            | 2× Gold2     | —              | —             | 30.000     | Einzelnachweise                   |
| Vereinigte Staaten (RIAA)                                                                    | —            | 11× Gold11   | 52× Platin52   | 2× Diamant2   | 79.500.000 | riaa.com                          |
| Vereinigtes Königreich (BPI)                                                                 | 10× Silber10 | 3× Gold3     | 45× Platin45   | —             | 29.812.000 | bpi.co.uk                         |
| Insgesamt                                                                                    | 10× Silber10 | 155× Gold155 | 536× Platin536 | 40× Diamant40 |            |                                   |